# Spinomantis bertini
Spinomantis bertini — вид бесхвостых земноводных из рода мадагаскарские лягушки семейства мантеллы. Эндемик острова Мадагаскар.

## Таксономия
Этот вид был описан в роде Gephyromantis Guibé в 1947 г. Он был переведен в род Mantidactylus Blommers-Schlösser в 1979 г. Dubois отнес его к подроду Spinomantis, который был возведен в ранг отдельного рода 2006 году.

## Распространение и среда обитания
Spinomantis bertini относительно широко распространён на юго-востоке Мадагаскара на высоте 500—1300 м над уровнем моря. Населяет расщелины среди валунов и скалистых участков, обычно вблизи проточных вод, в нетронутых лесных местообитаниях; этот вид не встречается в деградированных лесах или вторичных зарослях.

## Сохранение
Вид классифицируется МСОП как близкий к уязвимому положению. Он испытывает давление из-за потери среды обитания, из-за расширения сельхозугодий, вырубки лесов и строительства новых поселений, а также из-за распространения инвазивных растений, таких как эвкалипты.